# 滋賀県専修学校一覧
滋賀県専修学校一覧（しがけんせんしゅうがっこういちらん）は、滋賀県の専修学校の一覧。

## 公立専修学校
文部科学省Webサイト内「公立専修学校一覧」より

### 長浜市
- 滋賀県立看護専門学校

### 守山市
- 滋賀県立総合保健専門学校

### 蒲生郡
- 滋賀県立農業大学校

## 私立専修学校
“滋賀県の専修学校名簿” (PDF).   滋賀県. 2024年6月25日閲覧。より

### 大津市
- 大津文化ビジネス高等専修学校（休校中）
- 大津赤十字看護専門学校
- 近江時計眼鏡宝飾専門学校
- 華頂高等看護学院
- 叡山学院
- 大津市医師会立看護専修学校
- 滋賀県堅田看護専門学校
- 華頂社会福祉専門学校
- 国際経営情報専門学校

### 彦根市
- スワン服飾専門学校（休校中）

### 草津市
- 辻服飾専修学校
- 草津看護専門学校

### 栗東市
- 滋賀県済生会看護専門学校

### 甲賀市
- 向陽台水口専門学校
- ルネス紅葉スポーツ柔整専門学校
- 甲賀看護専門学校

### 湖南市
- タキイ研究農場付属園芸専門学校

### 東近江市
- 滋賀情報専門学校（休校中）
- 淡海書道文化専門学校